# سیارک ۲۶۷۱۱
سیارک ۲۶۷۱۱ (به انگلیسی: 26711 Rebekahbau، نامگذاری:2001FQ170)۲۶۷۱۱مین سیارک کشف شده‌است که در ۲۴ مارس ۲۰۰۱ کشف شد.